# Marty Sertich
Martin „Marty“ Sertich (* 13. Oktober 1982 in Roseville, Minnesota) ist ein ehemaliger US-amerikanischer Eishockeyspieler und derzeitiger -trainer, der im Verlauf seiner Karriere zwischen 2001 und 2016 unter anderem über 160 Spiele für die Iserlohn Roosters und Hamburg Freezers in der Deutschen Eishockey Liga (DEL) auf der Position des Centers bestritten hat. Zudem verbrachte Sertich vier Jahre in der American Hockey League (AHL) und drei Jahre in der Schweizer National League B.

## Karriere
Marty Sertich spielte während seiner Zeit an der Roseville High School für die dortige Auswahlmannschaft. 2001 wurde er als bester High-School-Spieler des Bundesstaates Minnesota zum Minnesota Mr. Hockey ausgezeichnet. Nach dem Abschluss an seiner Schule wechselte der Stürmer in der Saison 2001/02 zu den Sioux Falls Stampede in die United States Hockey League (USHL). Dort gehörte er zu den erfolgreichsten Scorern und erzielte 53 Punkte in 64 Spielen. 2002 begann er ein Studium am Colorado College und spielte für das dortige Team, den Colorado College Tigers. In seinem zweiten Jahr wurde er Topscorer seines Teams und erzielte 39 Punkte in 39 Spielen. In der Saison 2004/05 wurde Sertich bester Scorer der gesamten National Collegiate Athletic Association (NCAA) mit 64 Punkten in 42 Spielen und konnte sich mit seinem Team für das Meisterschaftsturnier qualifizieren. Dort erreichte man die Frozen Four genannte Finalserie und unterlag im Halbfinale dem späteren Sieger University of Denver. Für seine herausragenden Leistungen erhielt Sertich anschließend zahlreiche Auszeichnungen, darunter der Hobey Baker Memorial Award für den besten College-Eishockeyspieler. Ein Jahr später war Sertich Kapitän seines Teams und wurde erneut für den Hobey Baker Memorial Award nominiert.
Im Juli 2006 unterschrieb der US-Amerikaner einen Zweijahresvertrag bei den Dallas Stars aus der National Hockey League (NHL). Diese schickten ihn für die Saison 2006/07 zum Farmteam Iowa Stars in die American Hockey League (AHL). Auch sein zweites Jahr spielte er in der AHL und wurde Topscorer seines Teams. Im Juni 2008 wurde Sertich zur Colorado Avalanche transferiert und unterschrieb anschließend einen neuen Mehrjahresvertrag. Die Saison 2008/09 verbrachte er erneut in der AHL, diesmal bei den Lake Erie Monsters. Aufgrund zweier Gehirnerschütterungen konnte er nur 24 Spiele bestreiten. Im nächsten Jahr spielte Sertich 53 Spiele, bevor er im Februar 2010 eine dritte Gehirnerschütterung erlitt und für den Rest der Saison ausfiel.
Für die Spielzeit 2010/11 wechselte er nach Europa und unterschrieb beim EHC Olten aus der Schweizer National League B (NLB). Dort gehörte er zu den besten Spielern der Liga und verlängerte seinen Vertrag um zwei Jahre. Beim Deutschland Cup 2011 spielte Sertich erstmals für die US-amerikanische Nationalmannschaft. Im Februar 2012 bestritt er auf Leihbasis zusätzlich zwei Spiele für den HC Lugano aus der National League A (NLA). In der Spielzeit 2012/13 erreichte Sertich mit seinem Team das Playoff-Finale der NLB und unterlag dort dem Lausanne HC. Am 21. Juli 2013 gaben die Iserlohn Roosters aus der Deutschen Eishockey Liga (DEL) die Verpflichtung des Angreifers bekannt. Im Sommer 2014 wechselte er zum Ligakonkurrenten Hamburg Freezers. 2016 beendete der US-Amerikaner seine aktive Karriere.
Von 2017 bis 2024 war er Assistenztrainer des Fraueneishockey-Teams der University of St. Thomas.

## Erfolge und Auszeichnungen
| - 2001 Minnesota Mr. Hockey - 2002 USHL All-Star Team - 2002 USHL All-Rookie Team - 2005 Hobey Baker Memorial Award - 2005 WCHA Player of the Year | - 2005 WCHA First All-Star Team - 2005 USA Hockey College Player of the Year - 2006 Nominierung für den Hobey Baker Memorial Award - 2006 WCHA Second All-Star Team |

## Karrierestatistik
(Legende zur Spielerstatistik: Sp oder GP = absolvierte Spiele; T oder G = erzielte Tore; V oder A = erzielte Assists; Pkt oder Pts = erzielte Scorerpunkte; SM oder PIM = erhaltene Strafminuten; +/− = Plus/Minus-Bilanz; PP = erzielte Überzahltore; SH = erzielte Unterzahltore; GW = erzielte Siegtore; 1 Play-downs/Relegation; Kursiv: Statistik nicht vollständig)

## Familie
Schon sein Vater Steve Sertich war als Eishockeyspieler in Deutschland aktiv; er spielte für den EV Füssen und die SG Nürnberg. Chris Harrington, der unter anderem für die DEG Metro Stars in der DEL spielte, ist ein Cousin von Marty Sertich.